# Sielsowiet Radoszkowice
Sielsowiet Radoszkowice (biał. Радашкавіцкі сельсавет, ros. Радошковичский сельсовет) – sielsowiet na Białorusi, w obwodzie mińskim, w rejonie mołodeczańskim. Siedziba urzędu mieści się w Radoszkowicach (które nie wchodzą w skład sielsowietu).

## Miejscowości
- agromiasteczko:
  - Hranicze
- wsie:
  - Bakszty Małe
  - Bakszty Wielkie
  - Dekszniany
  - Dubki
  - Dzióblewszczyzna
  - Horniaki
  - Klimonty
  - Kodziewce
  - Komorniki
  - Maksymówka
  - Mały Bór
  - Migówka
  - Nowaja
  - Porewicze
  - Powiazyń
  - Praleski
  - Putniki
  - Radziewce
  - Romany
  - Srebrzanka
  - Sycewicze
  - Szełuchy
  - Szemiatowszczyzna
  - Udranka
  - Wazgieły
  - Wiazynka
  - Wielki Bór
  - Wojtele
  - Wołodźki
  - Zahorce
  - Zalesie